# Établissements De Kuyper

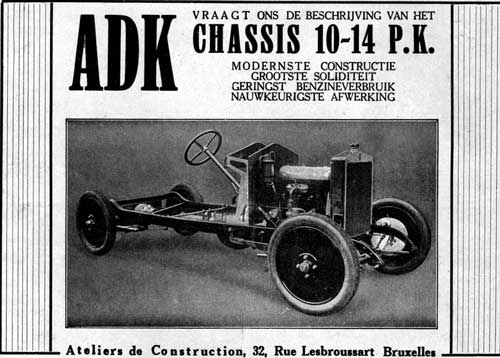
Werbung aus 1923

Établissements De Kuyper war ein belgischer Hersteller von Automobilen.

## Unternehmensgeschichte
Robert De Kuyper gründete 1922 das Unternehmen in Brüssel. Der Markenname lautete ADK. 1927 verlegte er den Sitz nach Anderlecht. 1931 endete die Produktion.

## Fahrzeuge
1922 erschien das erste Modell, der 10 CV Type Y-22, der mit einem Vierzylindermotor von S.C.A.P. mit 1693 cm³ Hubraum ausgestattet war. 1925 erschienen die Modelle 11 CV Type WB-16 mit einem Motor von SCAP mit 1616 cm³ Hubraum, 10/14 CV mit 1847 cm³ Hubraum und Y-20 mit 1791 cm³ Hubraum. 1927 kam ein kleines Sechszylindermodell mit einem Motor von CIME mit 1683 cm³ Hubraum dazu. 1928 erschien ein Achtzylindermodell mit einem Motor von SCAP mit 2344 cm³ Hubraum. 1928 erschienen noch ein Vierzylindermodell mit 1710 cm³ Hubraum und ein Sechszylindermodell mit 2443 cm³ Hubraum.